# Medetera flavipes
Medetera flavipes är en tvåvingeart som beskrevs av Van Duzee 1919. Medetera flavipes ingår i släktet Medetera och familjen styltflugor.
Artens utbredningsområde är Guatemala. Inga underarter finns listade i Catalogue of Life.